# L'Espurna (Mallorca)
L'Espurna va ser una candidatura electoral de signe mallorquinista que es va presentar a les eleccions municipals de Palma del maig de 1909.
L'Espurna va representar la constitució d'un grup polític regionalista de caràcter unitari amb una clara intenció electoral. Es va constituir el març de 1909. Entre altres en foren impulsors Llorenç Riber, Miquel Ferrà, Albert Iglesias, Antoni Oliart, Alfons Aguiló, Salvador Galmés, Joan Capó i Joan Alcover, que en va ser el president honorari.
La formació de L'Espurna va ser, en part, producte de la influència a Mallorca de l'experiència de la Solidaritat Catalana i el seu origen va estar vinculat al catalanisme cultural existent a l'illa. Els seus objectius eren defensar l'autonomisme i el fet regional mallorquí, el foment de la cultura i un cert reformisme polític de base regeneracionista, però amb molta d'indefinició. Tenia el suport del mallorquinisme cultural, d'alguns clergues regionalistes (Antoni Maria Alcover i Sureda) i d'alguns republicans com Lluís Martí i Antoni Villalonga.
A les eleccions municipals a Palma de maig de 1909, presentà un sol candidat, Antoni Quitana i Garau, pel Districte I (Cort, Sant Nicolau i Santa Eulària), que sols obtingué 137 vots i no va sortir elegit perquè va ser superat pels candidats liberal i conservador.
Desaparegué poc després, el juny de 1909, potser a causa de les negatives repercussions de la Setmana Tràgica de Barcelona. Molts dels seus membres participaren més tard en la constitució del Centre Regionalista de Mallorca, el Centre Autonomista de Mallorca i Acció Republicana de Mallorca. Damià Pons ha remarcat que l'Espurna nasqué en un moment de crisi política estatal i volgué ser una plataforma unitària detots els que pensaven com regionalistes, intentant superar els posicionaments ideològics dels seus diversos components. L'experiència, tot i el seu caràcter efímer i fracassat, té el mèrit d'haver estat el primer intent d'organització política del mallorquinisme.